# Friesenkampf

Logo Friesenkampf bzw. Klassischer Fünfkampf

Der Friesenkampf bzw. Klassischer Fünfkampf ist ein athletischer Mehrkampf, der 1928 zum ersten Mal durchgeführt wurde. Dieser besteht aus Fechten, Schwimmen, Luftgewehrschießen sowie den leichtathletischen Disziplinen Laufen und Kugelstoßen.
Der Friesenkampf ist zu unterscheiden vom Friesensport (auch bezeichnet als Friesischer Fünfkampf).

## Geschichte

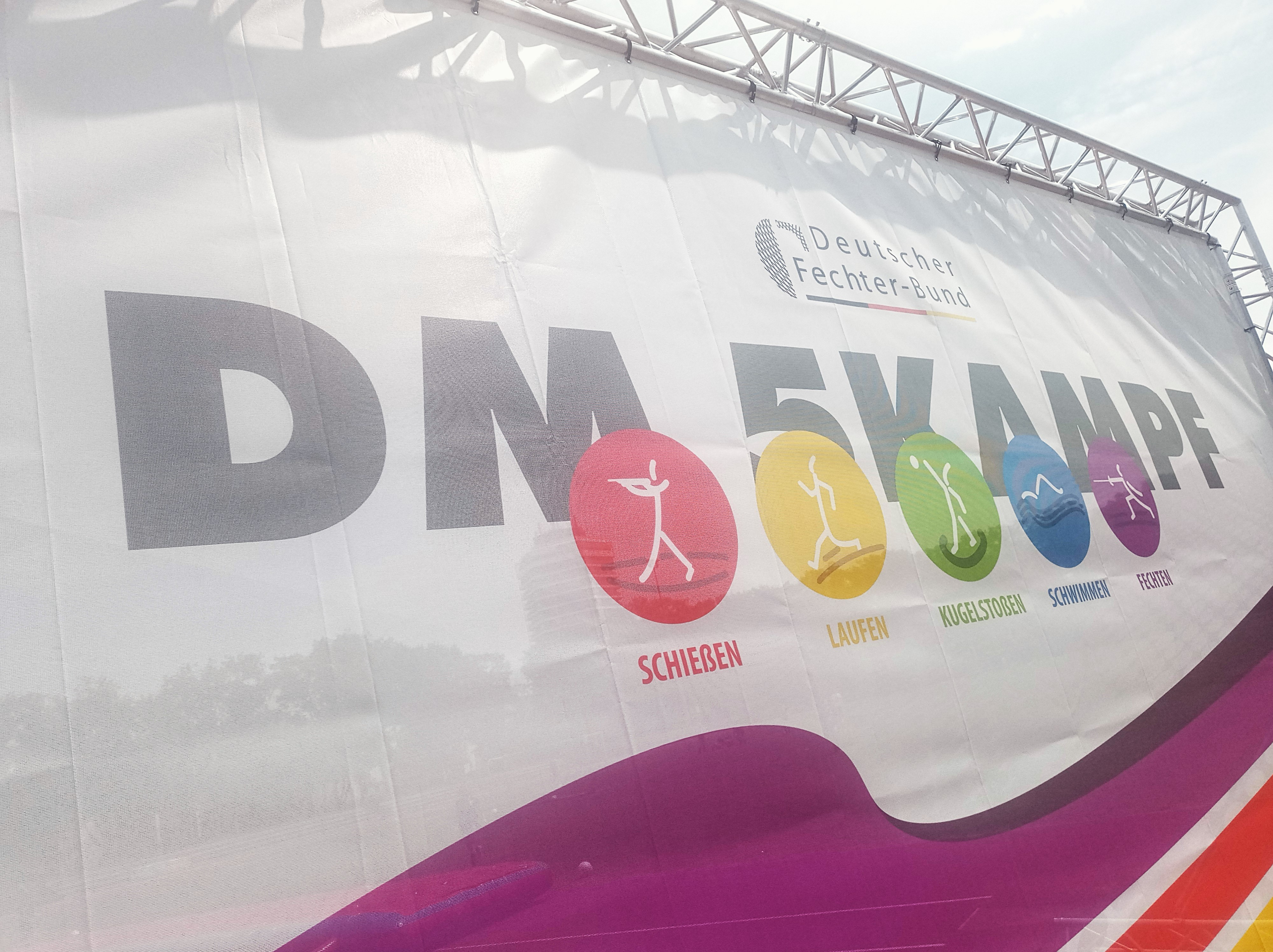
Banner Deutsche Meisterschaften im Klassischen Fünfkampf 2024

### Friesenkampf (1928–2022)
Der Friesenkampf steht in der Tradition der Mehrkämpfe des 19. Jahrhunderts, bei denen die Vielseitigkeit im Vordergrund stand. Aus dieser Tradition speist sich auch der Moderne Fünfkampf, der zum ersten Mal während der Olympischen Sommerspiele 1912 ausgetragen wurde.
Der erste Friesenkampf wurde 1928 in Düsseldorf auf Initiative von Paul Schulze organisiert, dem damaligen Sportwart des Deutschen Fechter-Bundes (DFB) und Bundesfechtwart des Deutschen Turner-Bundes (DTB). Er sollte mit seinen verschiedenartigen Disziplinen als Ergänzung und Ausgleich für die Fechter dienen. Der Friesenkampf ist in Erinnerung an Karl Friedrich Friesen benannt. Der Friesenkampf besteht aus:
- Fechten: Degen oder Florett auf drei Treffer
- Schwimmen: 100 m Brust oder Freistil
- Laufen: Sprint (100 m) für Damen und/oder Mittelstrecke (1000 m) für Herren
- Kugelstoßen
- Luftgewehrschießen auf 10 m

### Klassischer Fünfkampf (ab 2023)
Im Jahr 2023 übernahm der Deutsche Fechter-Bund (DFB) die Organisation der Deutschen Meisterschaften im Friesenkampf. Im DFB wird der Friesenkampf unter dem Namen Klassischer Fünfkampf geführt. Der Klassische Fünfkampf besteht aus:
- Luftgewehrschießen (oder bis einschließlich Altersklasse U11: Lichtgewehr) 10 Schuss auf 10 m
- Laufen: Sprint (je nach Alter: 50, 75 oder 100 m) oder Mittelstrecke (1000 m)
- Kugelstoßen (oder bis einschließlich Altersklasse U11: Schlagball)
- Schwimmen: Brust oder Freistil (je nach Alter: 50 oder 100 m)
- Fechten: Degen auf drei Treffer in 2 Minuten

Die Austragungsorte der Deutschen Meisterschaften im Klassischen Fünfkampf:
| Jahr | Ort      | Bundesland          |
| ---- | -------- | ------------------- |
| 2023 | Duisburg | Nordrhein-Westfalen |
| 2024 | Duisburg | Nordrhein-Westfalen |
| 2025 | Munster  | Niedersachsen       |
| 2026 | Singen   | Baden-Württemberg   |

Daüber hinaus gibt es verschiedene regionale Wettbewerbe wie z. B. die Norddeutschen Meisterschaften, Westdeutschen Meisterschaften oder Süddeutschen Meisterschaften.

## Organisation
Dieser Vielseitigkeitssport wird bisher nur in Deutschland und lediglich von wenigen Aktiven betrieben. Um die Sportart ausüben zu können, bedarf es des Nachweises einer bestandenen Ausbildung zum Sportfechten, so dass der Friesenkampf bzw. Klassische Fünfkampf fast ausschließlich von Fechtern oder Modernen Fünfkampfern ausgeübt wird.
Der Friesenkampf war bis einschließlich 2022 innerhalb des Deutschen Turner-Bundes organisiert und fand daher im Rahmen der auf Landesebene stattfindenden Landesturnfeste und auf Bundesebene im Rahmen des Deutschen Turnfestes oder der Deutschen Mehrkampfmeisterschaften statt. Im Jahr 2023 übernahm der Deutsche Fechter-Bund (DFB) die Organisation der Deutschen Meisterschaften im Friesenkampf.

## Disziplinen

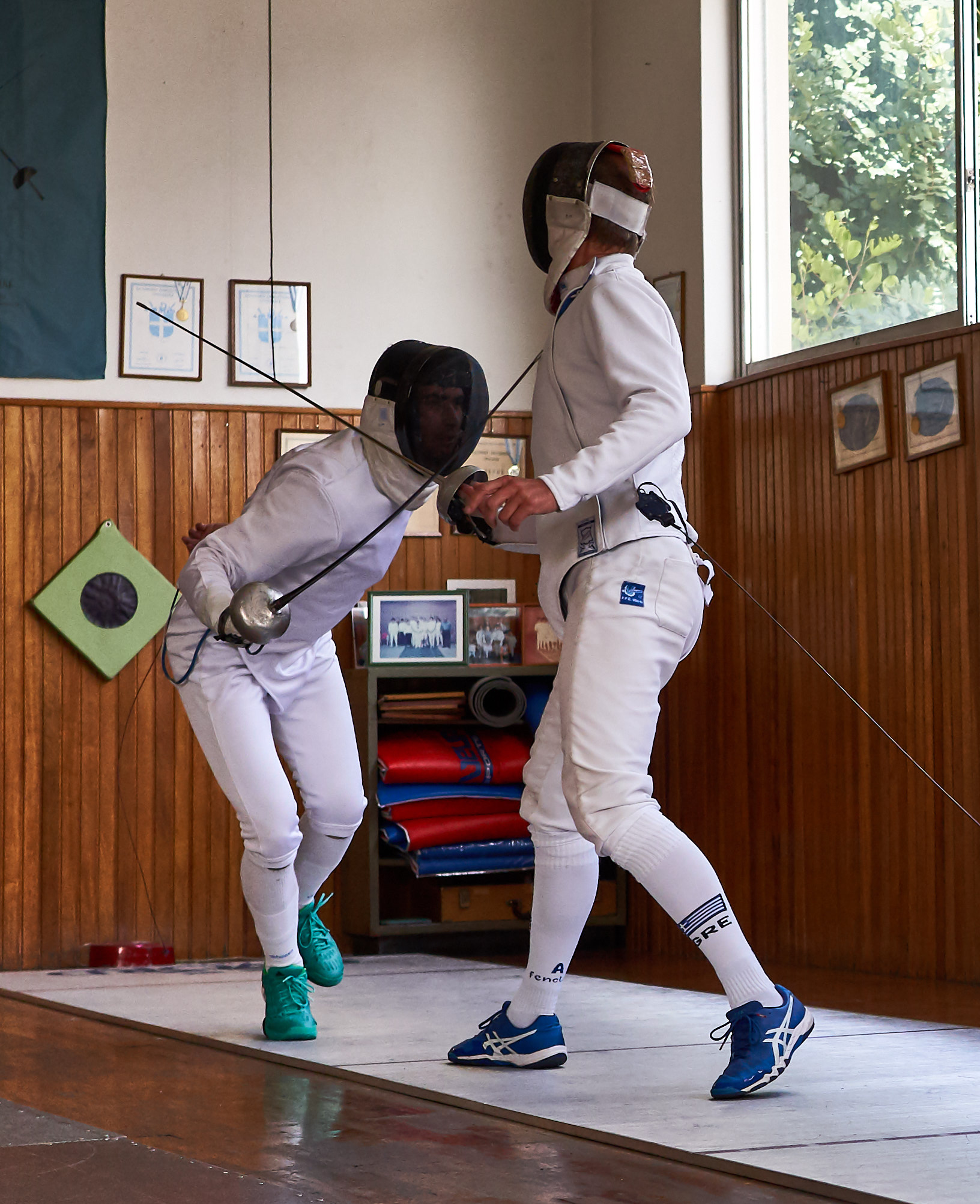
Fechten mit dem Degen
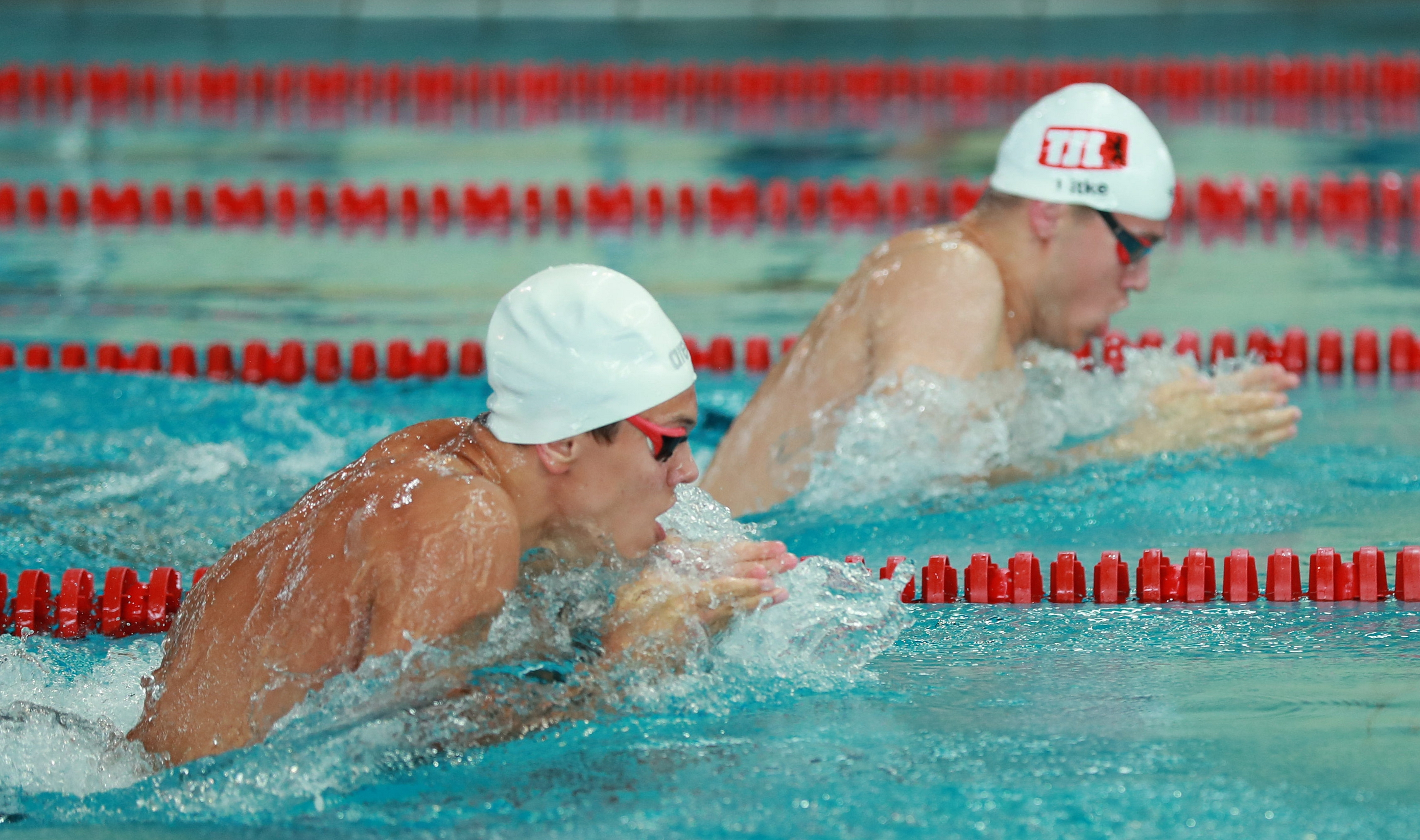
Schwimmen (Brust oder Freistil)
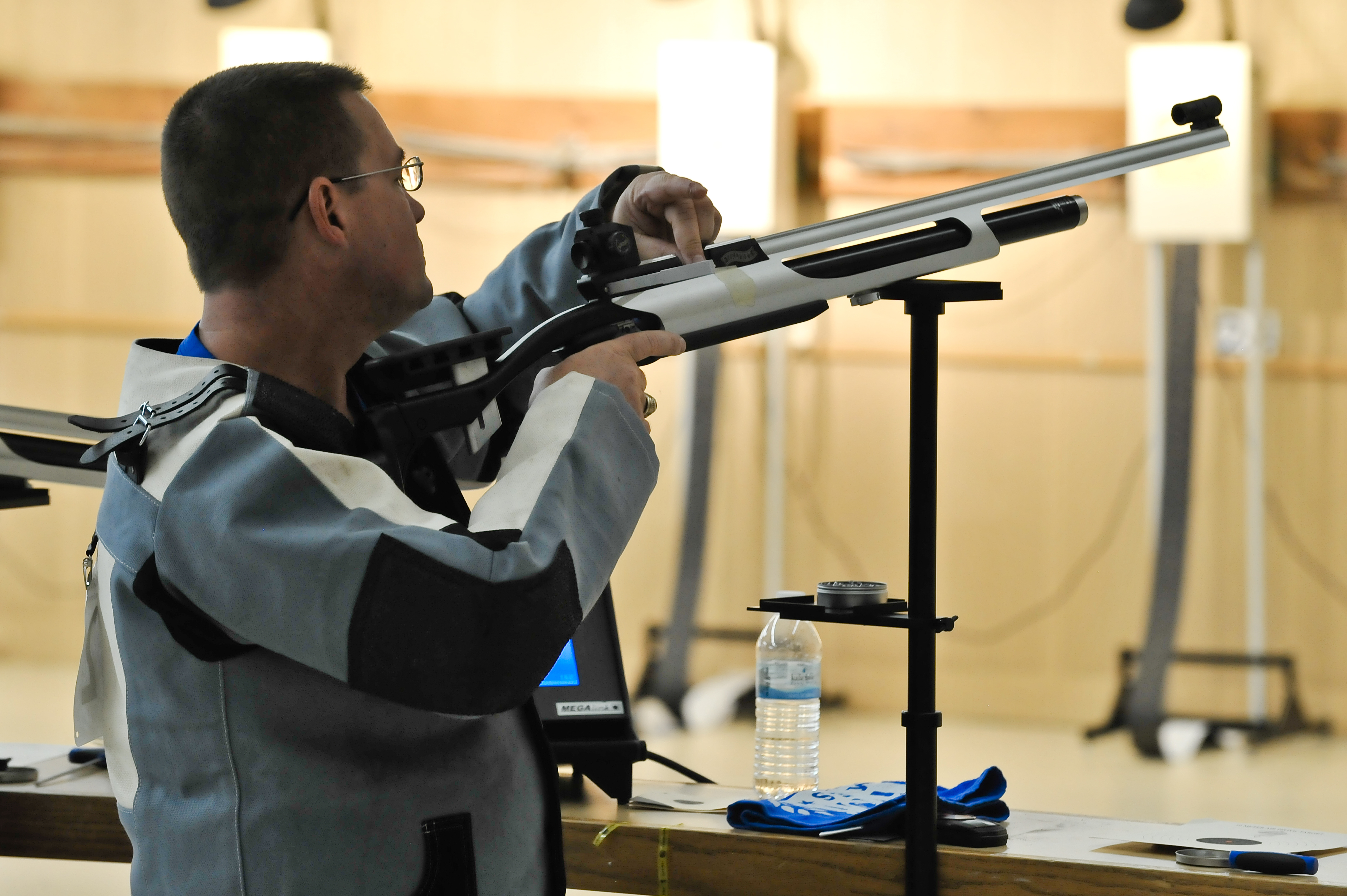
Schießen mit dem Luftgewehr
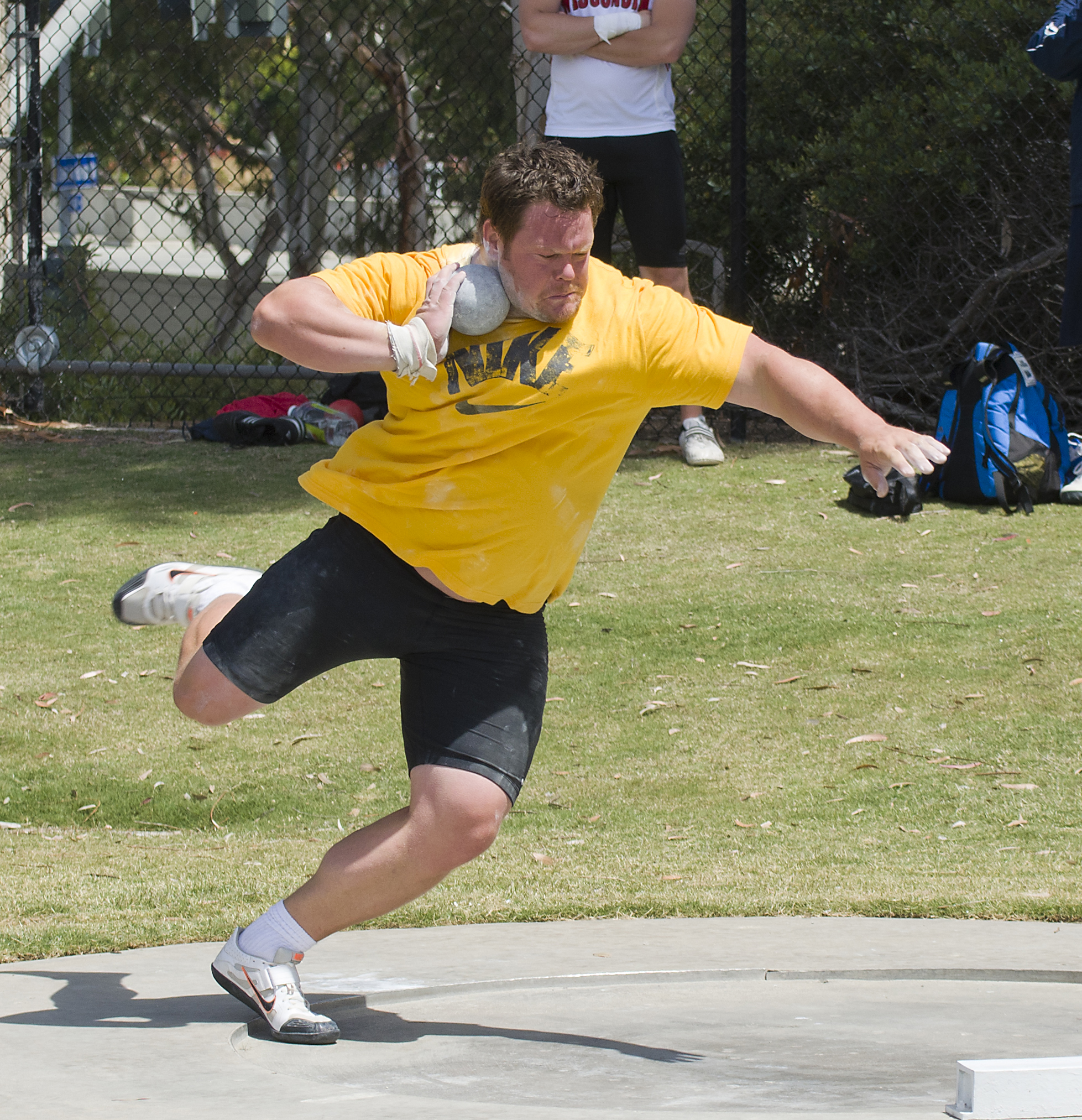
Kugelstoßen
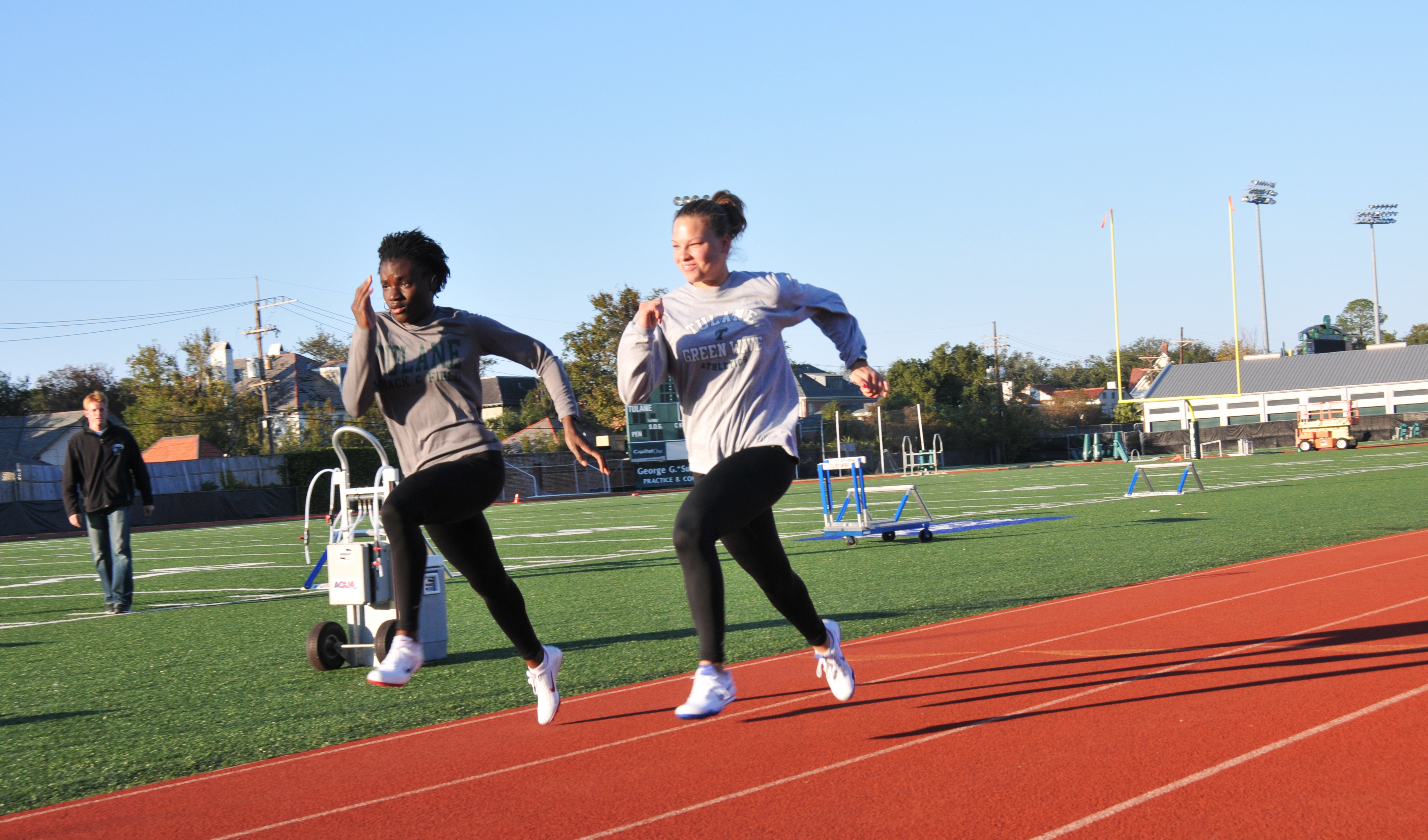
Laufen (Sprint oder Mittelstrecke)